# Artemis
För andra betydelser, se Artemis (olika betydelser).

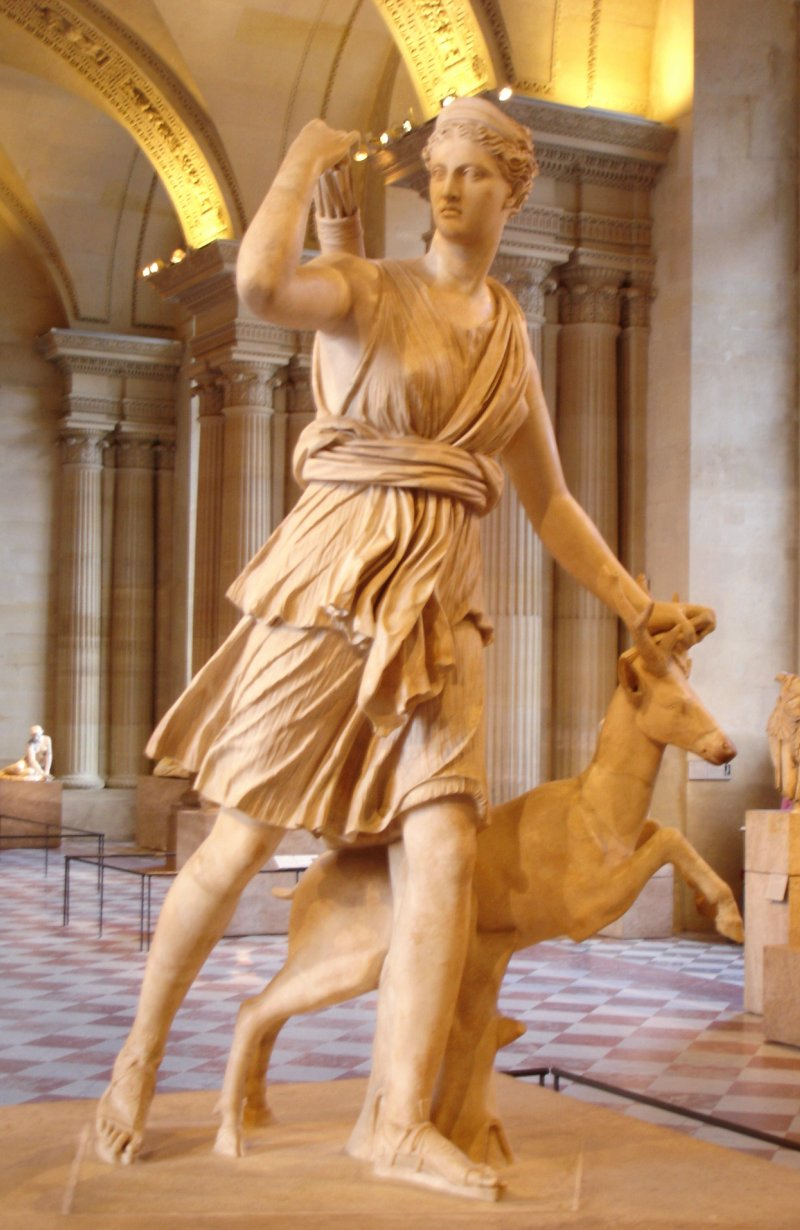
Artemis från Versailles (Louvren)

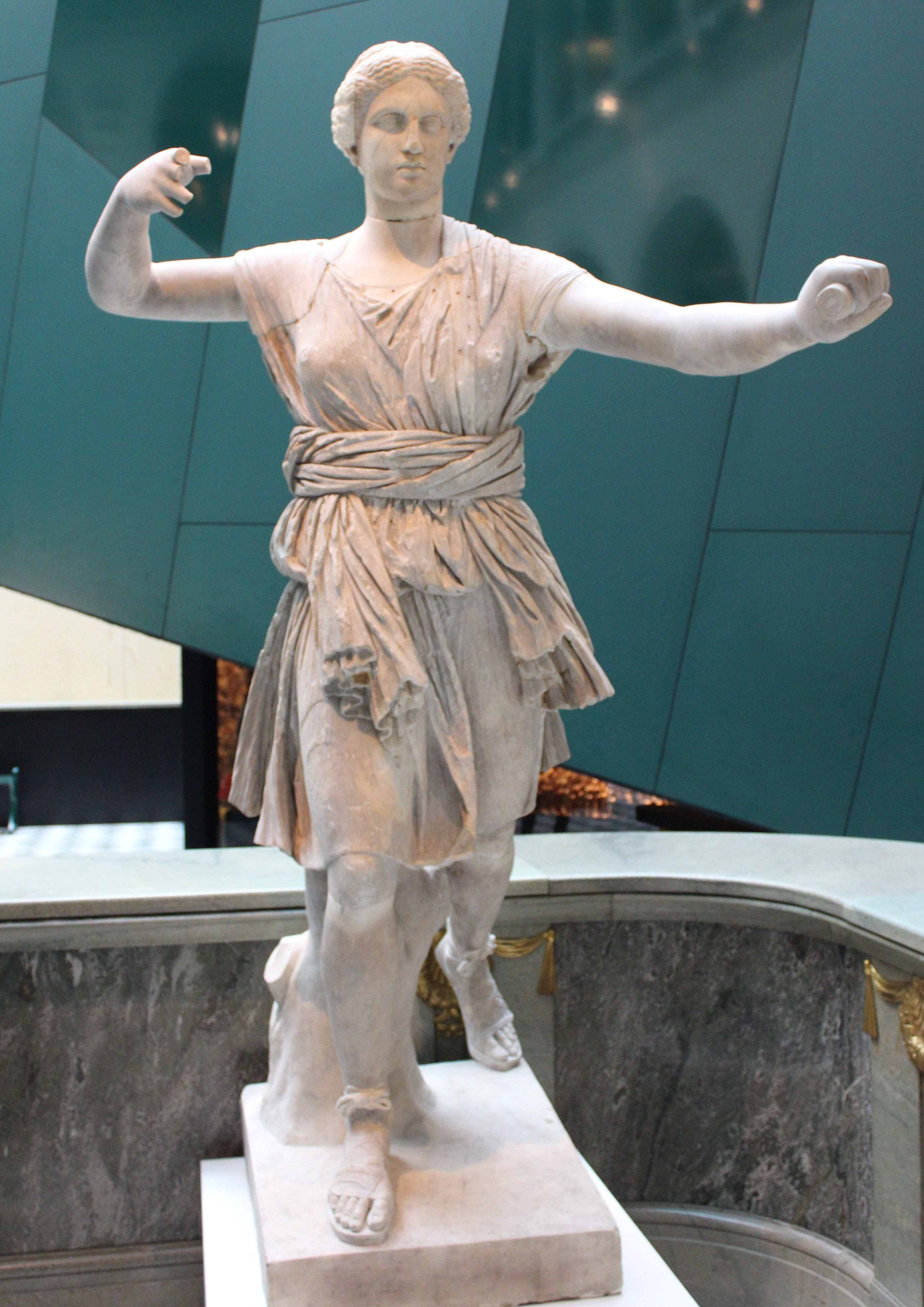
Artemis, staty på Medelhavsmuseet

Artemis var enligt grekisk mytologi jaktens  och kyskhetens gudinna samt beskyddare av kvinnor.

## Beskrivning

### Bakgrund
Artemis var jaktens gudinna. Hon var även modern till allt levande, människor och djur. Hon avbildades som en höggravid kvinna men hon var inte bara moder, hon var också hämndlysten och blodtörstig. I den grekiska mytologin är Artemis Apollons tvillingsyster.
Artemis slår hårt vakt om sin kyskhet, och en av sagorna om henne är när Orion försöker våldta henne. Då frammanar hon skorpioner som sticker ihjäl Orion och hans hund. Orion far då upp till himmelen tillsammans med sin hund och blir en stjärnbild. Hunden blir hundstjärnan, Sirius.

### Betydelse
Artemis hjälpte de gravida genom att omvandla sig själv till en säker livmoder. På så sätt kunde fler kvinnor behålla sina barn. Artemis hade dock ett fruktansvärt temperament, och om en gravid kvinna grät under graviditeten avvisade hon barnet och åt upp det.
Hon ansågs också som en mångudinna eftersom hon jagade under månen.

### Etymologi
Förr, antogs det ofta att både namnet och gudinnan härstammar från Anatolien, särskilt Lydien (artimus) eller Lykien (ertemi), men nuförtiden behandlas denna uppfattning med större försiktighet. Även fornpersiskans arta "store, helig" har föreslagits (omtvistat), vilket blev mindre troligt när namnet påträffades på Linear B-lertavlor från Pylos. Idag, anses namnet härstamma från ett förgrekiskt substrat.

### Motsvarighet
Den romerska motsvarigheten heter Diana.

## Eftermäle
Nedslagskratern Artemis på månens baksida och asteroiden 105 Artemis är uppkallade efter henne.